# Luciola kagiana
Luciola kagiana is een keversoort uit de familie glimwormen (Lampyridae). De wetenschappelijke naam van de soort is voor het eerst geldig gepubliceerd in 1928 door Matsumura.